# Loknath Sharma
Loknath Sharma (c. 1971) es un político butanés perteneciente al partido Druk Nyamrup Tshogpa. Desde octubre de 2018 se desempeña como asambleísta nacional, y desde noviembre de ese año, como Ministro de Economía.

## Formación
Sharma asistió a Sherubtse College, donde obtuvo una licenciatura en Ciencias, y a la Universidad de Allahabad, donde cursó una Maestría en Economía. Completó su Diploma Avanzado en Servicios Comunitarios del Instituto de Tecnología de Canberra en Australia.

## Carrera profesional
Previo a su ingreso en la política, Sharma se desempeñó como trabajador de servicios comunitarios, consultor económico y especialista en gestión del transporte.

## Carrera política
Militante del Druk Nyamrup Tshogpa (DNT), fue candidato en elecciones generales de 2013, resultando electo asambleísta nacional por la circunscripción electoral de Dophuchen-Tading, con 5.069 votos, y derrotando a Thakur Singh Powdyel.
El 3 de noviembre, fue anunciado como Ministro de Economía por el primer ministro electo, Lotay Tshering. El día 7 del mismo mes, juró prestamento como integrante del Lhengye Zhungtshog.